# Habenaria alata
Habenaria alata är en orkidéart som beskrevs av William Jackson Hooker. Habenaria alata ingår i släktet Habenaria och familjen orkidéer. Inga underarter finns listade i Catalogue of Life.